# Barnebyella calycina
Barnebyella calycina là một loài thực vật có hoa trong họ Đậu. Loài này được (Stocks) Podlech mô tả khoa học đầu tiên.